# Lovehunter
Albums de Whitesnake
Trouble
(1978) Ready an' Willing
(1980)
Singles
1. "Long Way from Home"
Sortie : Novembre 1979

Lovehunter est le second album studio du groupe de rock britannique, Whitesnake. Il sort en octobre 1979 sur le label United Artists et est produit par Martin Birch.

## Historique
Cet album est enregistré, avec l'aide du Studio mobile Rolling Stones, dans le Château de Clearwell dans le comté du Gloucestershire.
Tous les titres sont composés par des membres du groupe à l'exception de Help Me Thro' the Day qui est une chanson de Leon Russell. Il est le dernier album studio du groupe avec le batteur Dave "Duck" Dowle" qui sera remplacé dès juillet 1979, et avant la sortie de cet album, par l'ancien complice de Jon Lord et David Coverdale au sein de Deep Purple, Ian Paice.
La sulfureuse pochette, représentant une femme nue chevauchant de dos un serpent géant, est dessinée par le peintre anglais Chris Achilleos.
Il est le premier album de Whitesnake à intégrer le top 30 des charts britanniques en atteignant la 29e place. L'unique single tiré de l'album est Long Way from Home qui se classe à la 55e place des charts britanniques.

## Liste des titres

### Album original (vinyle)
| 1. | Long Way from Home                 | David Coverdale           | 4:58 |
| 2. | Walking in the Shadow of the Blues | Coverdale, Bernie Marsden | 4:26 |
| 3. | Help Thro' the Day                 | Leon Russell              | 4:40 |
| 4. | Medicine Man                       | Coverdale                 | 4:00 |
| 5. | You 'n' Me                         | Coverdale, Marsden        | 3:25 |

| 6.  | Mean Business       | Coverdale, Dave Dowle, Marsden, Micky Moody, Murray, Jon Lord | 3:49 |
| 7.  | Love Hunter         | Coverdale, Marsden, Moody                                     | 5:38 |
| 8.  | Outlaw              | Coverdale, Marsden, Lord                                      | 4:04 |
| 9.  | Rock 'n' Roll Women | Coverdale, Moody                                              | 4:44 |
| 10. | We Wish You Well    | Coverdale                                                     | 1:39 |

### Titres bonus de l'édition remasterisée 2006 (CD)
- Andy Peebles Radio 1 sessions, 23 March 1979

| No  | Titre                                  | Auteur                   | Durée |
| --- | -------------------------------------- | ------------------------ | ----- |
| 11. | Belgian Tom's Hatrick                  | Moody                    | 3:40  |
| 12. | Love to Keep You Warm                  | Coverdale                | 3:30  |
| 13. | Ain't No Love in the Heart of the City | Michael Price, Dan Walsh | 4:54  |
| 14. | Trouble                                | Coverdale, Marsden       | 4:30  |

## Musiciens
- David Coverdale : chant, sauf sur Outlaw, chœurs
- Bernie Marsden : guitare électrique, chœurs, chant sur Outlaw
- Micky Moody : guitare électrique, guitare slide, chœurs
- Jon Lord : claviers (orgue Hammond, synthétiseur, piano)
- Neil Murray : basse
- Dave Dowle (en) : batterie

## Charts

### Album
| Pays                          | Durée du classement | Meilleur classement | Date            |
| ----------------------------- | ------------------- | ------------------- | --------------- |
| Royaume-Uni (UK Albums Chart) | 7 semaines          | 29e                 | 10 octobre 1979 |

### Single
| Single             | Chart              | Durée du classement | Position | Date             |
| ------------------ | ------------------ | ------------------- | -------- | ---------------- |
| Long Way from Home | (UK Singles Chart) | 2 semaines          | 55e      | 11 novembre 1979 |